# Sociale Beweging - Driekleurige Vlam

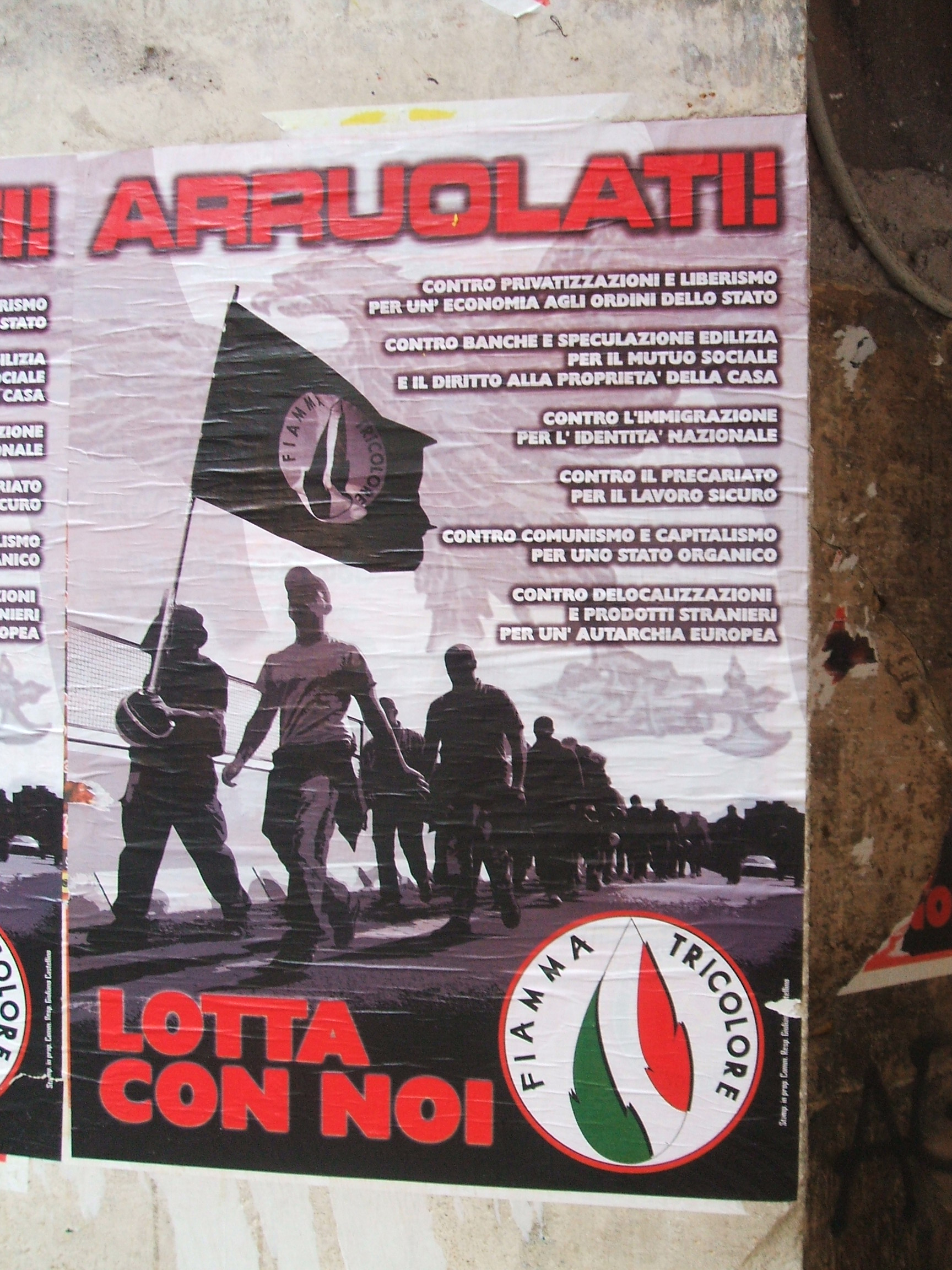
Poster van de beweging

Movimento Sociale - Fiamma Tricolore (Nederlands: Sociale Beweging - Driekleurige Vlam), is een Italiaanse neofascistische politieke partij. De partij wordt gewoonlijk Fiamma Tricolore genoemd, een verwijzing naar het logo van de inmiddels opgeheven Movimento Sociale Italiano (Italiaanse Sociale Beweging), de belangrijkste neofascistische partij van Italië tot aan de jaren 90.

## Ontstaan
Tijdens het partijcongres van de MSI in januari 1995 presenteerde voorzitter Gianfranco Fini een aantal voorstellen om de partij om te vormen tot een rechtse en conservatieve partij die de spelregels van de democratie zou respecteren. Daarnaast stelde hij voor de partijnaam te wijzigen in Alleanza Nazionale (Nationale Alliantie). Een meerderheid van de partijleden stemde voor deze maatregelen, maar enkele haviken waren het hier niets mee eens en scheidden zich van de partij af en stichtten de Fiamma Tricolore, in hun ogen de ware erfgenaam van de MSI. Pino Rauti, van 1990 tot 1991 secretaris van de MSI en tegenstander van Fini, werd tot voorzitter van de Fiamma Tricolore gekozen. Bij de Italiaanse parlementsverkiezingen van 1996 behaalde de partij 2,3% van de stemmen, goed voor 1 zetel in de Senaat. Bij de Italiaanse parlementsverkiezingen van 2001 maakte de partij deel uit van het Huis van de Vrijheden en verwierf 1,0% van de stemmen en behield haar zetel in de Senaat.
In 2002 werd Rauti als partijvoorzitter ter zijde geschoven en vervangen door Luca Romagnoli. Bij de regionale verkiezingen van 2005 werd er nauw samengewerkt met Alternativa Sociale van Alessandra Mussolini. In 2005 scheidde Antonio Serena zich van Alleanza Nazionale-fractie in de Kamer van Afgevaardigden, behield zijn zetel en werd lid van Fiamma Tricolore. Bij de verkiezingen van 2006 maakte de partij opnieuw deel uit van het Huis van de Vrijheden, maar won toen geen zetels.
Bij de parlementsverkiezingen van 2008 werkte de partij samen met het extreemrechtse La Destra ('Rechts'), en de coalitie heette La Destra–Fiamma Tricolore. De leider van de coalitie en dus ook premierskandidaat was Daniela Santanchè van La Destra. De coalitie boekte weliswaar met 2,43% een succesje, maar het was niet genoeg om een zetel te winnen in zowel het Huis van Afgevaardigden als de Senaat.

## Ideologie
Fiamma Tricolore is een neofascistische en extreemrechtse partij. Het ziet zich als de "ware" erfgenaam van de fascistische partij van Mussolini en laat zich inspireren door het vroege fascisme en het late fascisme, zoals tijdens de Republiek van Salò (1943-1945). In november 2008 kwam in het nieuws, dat de partij ouders wilde belonen die hun baby Benito of Rachele (de vrouw van Mussolini) zouden noemen. Het ging om kinderen die in 2009 geboren zouden worden in de omgeving van Potenza (Basilicata). De ouders die dit deden, zouden 1500 euro tegemoet kunnen zien, te besteden aan babykleding en -voedsel en een wieg.
Onder de meeste extremistische leden van Fiamma Tricolore bevinden zich Pietro Puschiavo, oprichter van Veneto Fronte Skinhead en Maurizio Boccacci oprichter van Movimento Politico Occidentale.

## Europese verkiezingen
Fiamma Tricolore verwierf bij de Europese parlementsverkiezingen van 1999 1,6% van de stemmen, goed voor 1 zetel in het Europees Parlement. In 2004 behaalde de partij 0,7% van de stemmen en behield haar zetel.

## Partijkrant
- L'Antagonista